# DDR-Skimeisterschaften 1961
Die 13. DDR-Skimeisterschaften fanden vom 16. bis zum 20. Februar 1961 im thüringischen Oberhof statt. In acht Entscheidungen der Nordischen Skidisziplinen Langlauf, Skispringen und Nordische Kombination, davon zwei Mannschaftswettbewerben gingen Athleten an den Start. Die Meisterschaftsentscheidung im 50-km-Langlauf der Männer wurde schon vorher am 22. Januar 1961 im Harzer Wintersportort Hasselfelde ausgetragen.

## Langlauf

### Männer

#### 15 km
Den ersten Männerwettbewerb im Langlauf gewann der schon 35-jährige Oberhofer Kuno Werner. Die wesentlich jüngeren Klingenthaler Konkurrenten Röder und Weidlich konnten ihn nicht ernsthaft gefährden.
Datum: Sonnabend, 18. Februar 1961
| Platz | Sportler         | Mannschaft            | Zeit (h) |
| ----- | ---------------- | --------------------- | -------- |
| 1     | Kuno Werner      | ASK Vorwärts Oberhof  | 51:25    |
| 2     | Enno Röder       | SC Dynamo Klingenthal | 51:47    |
| 3     | Helmut Weidlich  | SC Dynamo Klingenthal | 52:01    |
| 4     | Rudolf Dannhauer | ASK Vorwärts Oberhof  | 52:50    |
| 5     | Heinz Seidel     | SC Dynamo Klingenthal | 52:56    |
| 6     | Werner Haase     | ASK Vorwärts Oberhof  | 53:13    |

#### 30 km
50 Teilnehmer nahmen in Abwesenheit des Titelverteidigers Kuno Werner den letzten Meisterschaftswettbewerb bei guten äußeren Bedingungen in Angriff. Materialprobleme beeinflussten dabei enorm den Rennverlauf. So mussten die beiden Klingenthaler Weidlich und Seidel wegen Skibruchs aufgeben. Und auch der Sieger Enno Röder lief ab Kilometer 23 mit einem an der Bindung durchgebrochenen linken Ski, so dass der Oberhofer Werner Haase noch aufkam, aber den Vorsprung des Klingenthalers nur auf eine halbe Minute verringern konnte. Auch der Kampf um die Bronzemedaille war spannend, am Ende hatte der Oberhofer Kretzschmann mit 18 Sekunden Vorsprung vor Klubkamerad Jankowski das bessere Ende für sich.
Datum: Montag, 20. Februar 1961
| Platz | Sportler           | Mannschaft            | Zeit (h) |
| ----- | ------------------ | --------------------- | -------- |
| 1     | Enno Röder         | SC Dynamo Klingenthal | 1:51:26  |
| 2     | Werner Haase       | ASK Vorwärts Oberhof  | 1:51:57  |
| 3     | Klaus Kretzschmann | ASK Vorwärts Oberhof  | 1:53:31  |
| 4     | Adolf Jankowski    | ASK Vorwärts Oberhof  | 1:53:49  |
| 5     | Werner Stubenrauch | SC Dynamo Klingenthal | 1:54:34  |
| 6     | Werner Moring      | ASK Vorwärts Oberhof  | 1:54:38  |
| 7     | Alfred Recknagel   | ASK Vorwärts Oberhof  | 1:54:41  |
| 8     | Egon Fleischmann   | ASK Vorwärts Oberhof  | 1:56:10  |
| 9     | Gerd Fraustein     | ASK Vorwärts Oberhof  | 1:57:54  |
| 10    | Hans König         | ASK Vorwärts Oberhof  | 1:58:37  |

#### 50 km
Den ersten Meisterschaftstitel holte sich bei schwierigen Schneebedingungen Altmeister Kuno Werner. Dabei hatte lange Zeit der Klingenthaler Heinz Seidel geführt, der aber, durch Krämpfe geplagt, abreißen lassen musste und mit zweieinhalb Minuten Rückstand Vizemeister wurde. Generell verlangte der Wettkampf den Teilnehmern alles ab, von 48 gestarteten Läufern gaben über die Hälfte auf. So überrascht es nicht, dass der Zehntplatzierte schon fast eine Dreiviertelstunde Rückstand auf den Sieger hatte.
Datum: Sonntag, 22. Januar 1961
| Platz | Sportler           | Mannschaft            | Zeit (h) |
| ----- | ------------------ | --------------------- | -------- |
| 1     | Kuno Werner        | ASK Vorwärts Oberhof  | 3:28:53  |
| 2     | Heinz Seidel       | SC Dynamo Klingenthal | 3:31:31  |
| 3     | Klaus Kretzschmann | ASK Vorwärts Oberhof  | 3:35:29  |
| 4     | Enno Röder         | SC Dynamo Klingenthal | 3:36:24  |
| 5     | Helmut Weidlich    | SC Dynamo Klingenthal | 3:38:49  |
| 6     | Werner Moring      | ASK Vorwärts Oberhof  | 3:39:34  |
| 7     | Alfred Recknagel   | ASK Vorwärts Oberhof  | 3:48:22  |
| 8     | Hans Bokeloh       | ASK Vorwärts Oberhof  | 3:55:37  |
| 9     | Beeringer          | SC Motor Zella-Mehlis | 3:57:39  |
| 10    | Richter            | SG Dynamo Zinnwald    | 4:12:32  |

#### 4 × 10-km-Staffel
Dass das Staffelrennen ein Zweikampf Oberhof-Klingenthal werden würde, war klar. Dass aber zunächst die nominell schwächer eingeschätzte dritte Oberhofer Staffel führte, überraschte schon. Auf der dritten Läuferposition entschied sich dann aber das Rennen. Der Klingenthaler Helmut Weidlich überholte sowohl Werner Haase als auch den bis dahin führenden Alfred Recknagel und übergab mit einem großen Vorsprung an Schlussläufer Enno Röder. Und dieser ließ den Abstand auf Kuno Werner nicht kleiner werden, zumal Werner nach Kenntnis der Zwischenstände resignierte. So konnten sich am Ende die Vorjahressieger aus Klingenthal erneut mit fast zwei Minuten Vorsprung den Staffeltitel sichern.
Datum: Sonntag, 19. Februar 1961
| Platz | Mannschaft               | Sportler                                                             | Zeit (h) |
| ----- | ------------------------ | -------------------------------------------------------------------- | -------- |
| 1     | SC Dynamo Klingenthal I  | Werner Stubenrauch Heinz Seidel Helmut Weidlich Enno Röder           | 2:35:08  |
| 2     | ASK Vorwärts Oberhof IV  | Werner Moring Rudolf Dannhauer Werner Haase Kuno Werner              | 2:37:04  |
| 3     | ASK Vorwärts Oberhof III | Adolf Jankowski Egon Fleischmann Alfred Recknagel Klaus Kretzschmann | 2:37:56  |

### Frauen

#### 5 km
Die Kurzstrecke bei den Frauen war erstmals im Programm, da die FIS schon beschlossen hatte, sie ins Programm der nächsten Weltmeisterschaften in Zakopane aufzunehmen. Erste Meisterin auf dieser Strecke wurde die von Oberwiesenthal nach Zella-Mehlis gewechselte Renate Dannhauer. Vizemeisterin Sonnhilde Kallus erlitt einen Skibruch und kam dadurch mit fast einer Minute Rückstand ins Ziel.
Datum: Sonnabend, 18. Februar 1961
| Platz | Sportler          | Mannschaft            | Zeit (h) |
| ----- | ----------------- | --------------------- | -------- |
| 1     | Renate Dannhauer  | SC Motor Zella-Mehlis | 18:30    |
| 2     | Sonnhilde Kallus  | SC Dynamo Klingenthal | 19:26    |
| 3     | Karen Jahns       | SC Dynamo Klingenthal | 19:54    |
| 4     | Gudrun Zschögner  | SC Motor Zella-Mehlis | 20:27    |
| 5     | Annerose Roßmeisl | SC Dynamo Klingenthal |          |

#### 10 km
Bei laut Presse schon fast sommerlichen Temperaturen gelang der Vorjahresmeisterin Renate Dannhauer die Titelverteidigung. Begünstigt wurde diese durch einen Skibruch bei ihrer ärgsten Konkurrentin Sonnhilde Kallus, die dadurch wertvolle Sekunden verlor.
Datum: Freitag, 17. Februar 1961
| Platz | Sportler         | Mannschaft            | Zeit (h) |
| ----- | ---------------- | --------------------- | -------- |
| 1     | Renate Dannhauer | SC Motor Zella-Mehlis | 40:27    |
| 2     | Sonnhilde Kallus | SC Dynamo Klingentha  | 40:42    |
| 3     | Gudrun Zschögner | SC Motor Zella-Mehlis | 42:45    |
| 4     | Luise Thomas     | SC Motor Zella-Mehlis | 43:41    |
| 5     | Grete Hess       | SC Motor Zella-Mehlis | 44:32    |
| 6     | Karen Jahns      | SC Dynamo Klingenthal | 44:57    |

#### 3 × 5-km-Staffel
Bei den Frauenstaffeln war schon vorher klar, dass es ein Zweikampf zwischen den Mannschaften aus Zella-Mehlis und Klingenthal werden würde. Das Rennen wogte hin und her. Führte nach dem ersten Wechsel Zella-Mehlis, so übergab beim zweiten Wechsel die Klingenthalerin Karen Jahns als erste. Doch ihre Klubkameradin Sonnhilde Kallus konnte wiederum gegen Renate Dannhauer nicht bestehen. Dannhauer feierte damit ihren dritten Meistertitel.
Datum: Sonntag, 19. Februar 1961
| Platz | Mannschaft               | Sportler                                           | Zeit (h) |
| ----- | ------------------------ | -------------------------------------------------- | -------- |
| 1     | SC Motor Zella-Mehlis I  | Gudrun Zschögner Grete Heß Renate Dannhauer        | 1:06:08  |
| 2     | SC Dynamo Klingenthal I  | Elfriede Spiegelhauer Karen Jahns Sonnhilde Kallus | 1:06:37  |
| 3     | SC Motor Zella-Mehlis II | Thomas Vierheilig Bärbel Bader                     | 1:09:04  |

## Nordische Kombination
Nach dem Springen lag zunächst der Brotteroder Herzer vor der Armada der Klingenthaler Kombinierer, angeführt von Manfred Meinhold und Vorjahresmeister Günter Flauger, in Front. Allerdings trennten Herzer von Flauger nur 6 Punkte. Die eigentlich Überraschung war aber der Junior Dieter Bokeloh, der nach zwei Sprüngen von je 71 m und 222 Punkten besser als der führende Karl-Heinz Herzer war. Bokeloh wurde später auch folgerichtig Spezialspringer. Im Langlauf war Flauger nicht zu bremsen, zumal Herzer nicht mithalten konnte und weit nach hinten zurückfiel. Letztendlich konnte Vorjahressieger Günter Flauger seinen Titel verteidigen. Der beständige Manfred Meinhold konnte seinen zweiten Platz nach dem Springen behaupten, Klubkamerad Rainer Dietel schob sich noch auf den dritten Platz. Der Junior Dieter Bokeloh wurde nach 10 km Langlauf am Vormittag des sonnabends Juniorenmeister in der Nordischen Kombination.
Datum: Sprunglauf Freitag, 17. Februar 1961; 15 km Freitag, Sonnabend, 18. Februar 1961
| Platz | Sportler          | Mannschaft              | Punkte |
| ----- | ----------------- | ----------------------- | ------ |
| 1     | Günter Flauger    | SC Dynamo Klingenthal   | 453,5  |
| 2     | Manfred Meinhold  | SC Dynamo Klingenthal   | 449,4  |
| 3     | Rainer Dietel     | SC Dynamo Klingenthal   | 444,4  |
| 4     | Klaus Goldhahn    | SC Dynamo Klingenthal   | 440,8  |
| 5     | Karl-Heinz Herzer | ASK Vorwärts Brotterode | 440,0  |
| 6     | Günter Meinel     | SC Dynamo Klingenthal   | 435,3  |
| 7     | Siegfried Böhme   | SC Dynamo Klingenthal   | 434,5  |
| 8     | Dieter Neuendorf  | ASK Vorwärts Brotterode | 416,0  |

## Skispringen
Das Spezialspringen auf der Oberhofer Thüringenschanze wurde wieder an zwei Tagen mit je zwei Durchgängen ausgetragen, von denen am Ende die besten drei in die Wertung genommen wurden. Und nach dem ersten Tag bahnte sich eine Sensation an. Der erst 18-jährige Kombinierer Dieter Bokeloh vom ASK Vorwärts Brotterode, der vormittags nach 10 km Langlauf Juniorenmeister bei den Kombinierern geworden war, düpierte die Spitzenathleten um Olympiasieger Helmut Recknagel und lag nach 2 Sprüngen vorn. Dahinter reihten sich Werner Lesser mit 3,5 und Helmut Recknagel mit 4,5 Punkten Rückstand ein. Am zweiten Sprungtag wollten 20.000 Zuschauer die mögliche Sensation sehen. Allerdings zog Werner Lesser noch an Bokeloh vorbei, der aber zur Überraschung vieler den Vizemeistertitel feiern konnte. Helmut Recknagel musste durch einen Sturz seine Medaillenhoffnungen aufgeben, da auch Vorjahresmeister Veit Kührt am zweiten Tag besser zurechtkam und sich noch auf den Bronzeplatz vorschob.
Datum: Sonnabend, 18. Februar 1961; Sonntag, 19. Februar 1961
| Platz | Sportler          | Mannschaft                | Punkte |
| ----- | ----------------- | ------------------------- | ------ |
| 1     | Werner Lesser     | ASK Vorwärts Brotterode   | 333,0  |
| 2     | Dieter Bokeloh    | ASK Vorwärts Brotterode   | 330,5  |
| 3     | Veit Kührt        | SC Motor Zella-Mehlis     | 329,0  |
| 4     | Helmut Recknagel  | SC Motor Zella-Mehlis     | 326,0  |
| 5     | Günter Oettel     | SC Traktor Oberwiesenthal | 323,5  |
| 6     | Karl-Heinz Herzer | ASK Vorwärts Brotterode   | 319,0  |

## Medaillenspiegel
Der Medaillenspiegel des Jahres 1961 zeigte ein etwas ungewohntes Bild, da der sächsische Leistungsstützpunkt Oberwiesenthal völlig medaillenlos blieb. Speziell der Wechsel der dreifachen Meisterin Renate Dannhauer nach Zella-Mehlis hatte eine große Lücke bei den Sachsen hinterlassen.
| Medaillenspiegel (nach allen 9 Wettbewerben) | Medaillenspiegel (nach allen 9 Wettbewerben) | Medaillenspiegel (nach allen 9 Wettbewerben) | Medaillenspiegel (nach allen 9 Wettbewerben) | Medaillenspiegel (nach allen 9 Wettbewerben) | Medaillenspiegel (nach allen 9 Wettbewerben) |
| Platz                                        | Mannschaft                                   | Gold                                         | Silber                                       | Bronze                                       | Gesamt                                       |
| -------------------------------------------- | -------------------------------------------- | -------------------------------------------- | -------------------------------------------- | -------------------------------------------- | -------------------------------------------- |
| 1                                            | SC Dynamo Klingenthal                        | 3                                            | 6                                            | 3                                            | 12                                           |
| 2                                            | SC Motor Zella-Mehlis                        | 3                                            | 0                                            | 3                                            | 6                                            |
| 3                                            | ASK Vorwärts Oberhof                         | 2                                            | 2                                            | 3                                            | 7                                            |
| 4                                            | ASK Vorwärts Brotterode                      | 1                                            | 1                                            | 0                                            | 2                                            |